# Московский международный кинофестиваль 1959
Первый Московский международный кинофестиваль, I ММКФ прошёл с 3 по 17 августа 1959 года. В фестивале приняли участие делегации из 25 стран мира. Девиз фестиваля «За гуманизм киноискусства, за мир и дружбу между народами».
Ранее в Москве проходил Московский кинофестиваль 1935 года, который принято считать предшественником Московского международного кинофестиваля, но не включать в официальную хронологию.

## Жюри
- Сергей Герасимов — председатель жюри.

Члены жюри:
- Антонин Броусил (ЧССР, теоретик кино и педагог);
- Эмма Вяянянен (Финляндия, актриса);
- Торолд Дикинсон[англ.] (Великобритания, режиссёр);
- Кристиан-Жак (Франция, режиссёр);
- Кальман Надашди[англ.] (ВНР, режиссёр);
- Ханс Роденберг (ГДР, профессор Высшей киношколы в Берлине, директор киностудии «ДЕФА»);
- Бимал Рой (Индия, режиссёр);
- Анри Сторк (Бельгия, режиссёр и продюсер);
- Ежи Тёплиц (ПНР, историк кино);
- Кёхико Усихара (Япония, режиссёр);
- Чжан Цзюньсян[англ.] (КНР, сценарист и режиссёр)
- Сергей Юткевич (СССР, режиссёр).

## Конкурсные фильмы
- Бегство из тени / Útek ze stínu (Чехословакия, реж. Иржи Секвенс)
- Вчера / Tegnap (Венгрия, реж. Мартон Келети)
- Для кого светит солнце / Liman tashrouk al chams (Ливан, реж. Юсеф Фахди)
- Дневник Анны Франк / The Diary of Anne Frank (США, реж. Джордж Стивенс)
- Индия / India: Matri Bhumi (Италия-Франция, реж. Роберто Росселини, документальный)
- Красная черта / Punainen viiva (Финляндия, реж. Матти Кассила)
- Крик с улиц (другое название: Слёзы сирот) / A Cry from the Streets (Великобритания, реж. Льюис Гилберт)
- Моряк сходит на берег (другое название: В этой шкуре моряк ещё не бывал) / Das haut einen Seemann doch nicht um (ФРГ-Дания, реж. Артур Мария Рабенальт)
- Музыкальная комната / Jalsaghar (Индия, реж. Сатьяджит Рей)
- Мяч / Mingea (Румыния, реж. Андрей Блайер, Синиша Иветич)
- Мы — вундеркинды (другое название: Мы дети чуда) / Wir Wunderkinder (ФРГ, реж. Курт Хофман)
- На берегах одной реки / Chung một dòng sông (ДРВ, реж. Нгуен Хонг Нги, Фам Хиеу Зан)
- Навсегда твоя (другое название: Любовь навсегда) / Hubb lel-abad (ОАР, реж. Юсеф Шахин)
- Настанет день / Jago Hua Savera (Пакистан, реж. Аджай Кардар)
- Наш постоянный голод / Hambre nuestra de cada día (Мексика, реж. Рохелио Гонсалес)
- Незабываемая тропинка / Itsuka kita michi (Япония, реж. Кодзи Сима)
- Неполноценный брак / Die unvollkommene Ehe (Австрия, реж. Роберт Адольф Штеммле)
- Новая история старого солдата / Wan zi qian hong zong shi chun (Китай, реж. Шэнь Фу)
- Огненное лицо / Cara de Fogo (Бразилия, реж. Галилеу Гарсия)
- Орёл / Orzeł (ПНР, реж. Леонард Бучковский)
- Песня матросов / Das Lied der Matrosen (ГДР, реж. Курт Метциг, Гюнтер Райш)
- Подыскивается дача / Sommarnöje sökes (Швеция, реж. Хассе Экман)
- Посланец народа / Ардын элч (Монголия, реж. Дэжидийн Жигжид)
- Приговор / La sentence (Франция, реж. Жан Валер)
- Семья Саида Эффенди / Said effendi (Ирак, реж Камеран Хусни)
- Сказание о девушке Чун Хян / Chunhyang (КНДР, реж. Юн Рен Гю)
- Сквозь ветви — небо / Kroz granje nebo (США-Югославия, реж. Столе Янкович)
- Судьба человека (СССР, реж. Сергей Бондарчук)
- Тана / Tana (Албания, реж. Кристач Дамо)
- Фанфары / Fanfare (Нидерланды, реж. Берт Ханстра)

## Призы
Главный приз
- Судьба человека (СССР реж. Сергей Бондарчук)

Золотые медали
- Мы — вундеркинды (Мы — дети чуда) / Wir Wunderkinder (ФРГ, реж. Курт Хофман)
- Бегство из тени / Útek ze stínu (Чехословакия, реж. Иржи Секвенс)
- Настанет день / Jago Hua Savera (Пакистан, реж. Аджай Кардар)

Серебряные медали
- Актёры Венчислав Глинский, Бронислав Павлик и Александр Севрук («Орёл» / Orsel, ПНР)
- Актриса Пурэвийн Цэвэлсурен («Посланец народа» / «Ардын элч», МНР)
- Оператор 0 Унтхак («Сказание о девушке Чун Хян» / «Чунхяндён», КНДР)
- Фильм «Новая история старого солдата» (КНР, реж. Шень Фу)
- Композитор Устад Вилайят Хан («Музыкальная комната» / Jalsaghar, Индия)
- Режиссёр Льюис Гилберт за работу с юными исполнителями («Крик с улиц» / A Cry from the Streets, Великобритания)

Дипломы
- Незабываемая тропинка (Япония, реж. Кодзи Сима)
- Режиссёр Жан Валер («Приговор» / La sentence, Франция)

### Документальные фильмы
На сайте ММКФ информация по секции документальных фильмов не приводится, поэтому данные взяты из других открытых источников и могут быть неполными.
- Главный приз (золотая медаль) — «Вода приходит в Бакхынгхай»[1] (Строительство канала Бакхынгхай) / Nước về Bắc Hưng Hải (Северный Вьетнам реж. Буй Динь Хак)[2][3]